# Filtre prototip

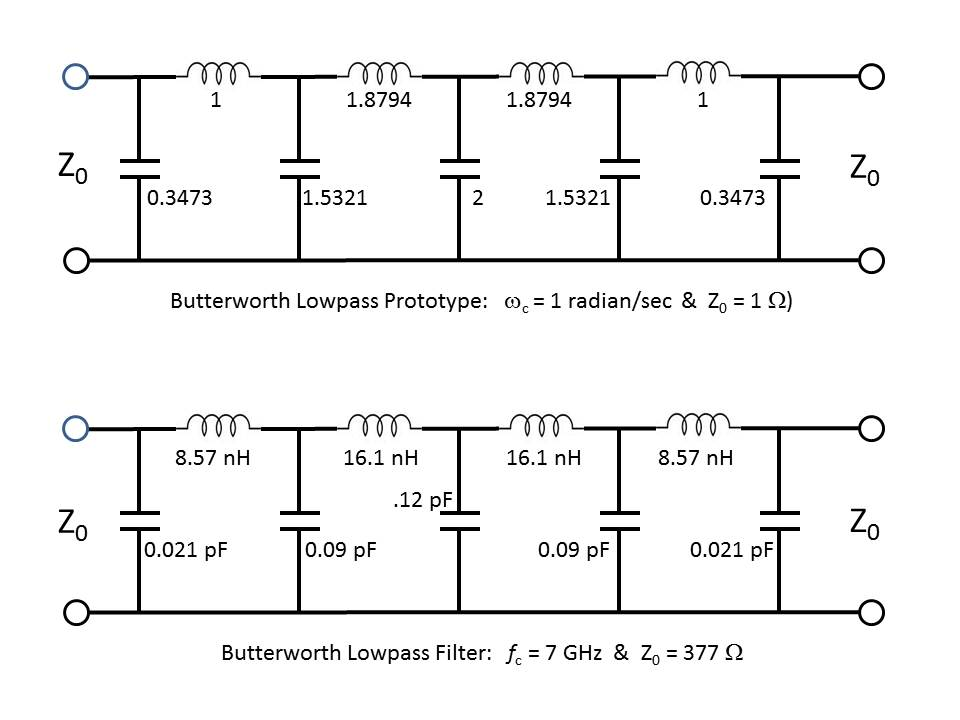
Prototip en escala de filtre Butterworth amb L en sèrie i C en derivació.

Els filtres prototip són dissenys de filtres electrònics que s'utilitzen com a plantilla per produir un disseny de filtre modificat per a una aplicació concreta. Són un exemple de disseny no dimensional a partir del qual es pot escalar o transformar el filtre desitjat. Es veuen més sovint pel que fa als filtres electrònics i especialment als filtres passius analògics lineals. Tanmateix, en principi, el mètode es pot aplicar a qualsevol tipus de filtre lineal o processament de senyal, inclosos els filtres mecànics, acústics i òptics.
Els filtres són necessaris per funcionar a moltes freqüències, impedàncies i amplades de banda diferents. La utilitat d'un filtre prototip prové de la propietat que tots aquests altres filtres es poden derivar d'ell aplicant un factor d'escala als components del prototip. Per tant, el disseny del filtre només s'ha de dur a terme una vegada en la seva totalitat, i s'obtenen altres filtres simplement aplicant un factor d'escala.
Especialment útil és la capacitat de transformar-se d'una forma de banda a una altra. En aquest cas, la transformació és més que un simple factor d'escala. La forma de banda aquí està destinada a indicar la categoria de banda de pas que posseeix el filtre. Les formes de banda habituals són passa-baix, passa-alta, passa-banda i rebutja-banda, però d'altres són possibles. En particular, és possible que un filtre tingui múltiples bandes de pas. De fet, en alguns tractaments, es considera que el filtre bandstop és un tipus de filtre de banda de pas múltiple que té dues bandes de pas. Amb més freqüència, el filtre prototip s'expressa com un filtre passa baix, però són possibles altres tècniques.

## Prototip de pas baix
El prototip és sovint un filtre de pas baix amb un 3 dB freqüència de tall de freqüència angular ωc′ = 1 rad/s. Ocasionalment, la freqüència f ′ = 1 Hz s'utilitza en lloc de ωc′ = 1. De la mateixa manera, la impedància nominal o característica del filtre s'estableix a R ′ = 1 Ω.
En principi, qualsevol punt de freqüència diferent de zero de la resposta del filtre es podria utilitzar com a referència per al disseny del prototip. Per exemple, per als filtres amb ondulació a la banda de pas, la freqüència de la cantonada sol definir-se com la freqüència més alta amb ondulació màxima en lloc de 3. dB. Un altre cas és en els filtres de paràmetres d'imatge (un mètode de disseny més antic que els filtres de síntesi de xarxa més moderns) que utilitzen la freqüència de tall en lloc dels 3 Punt dB ja que el tall és un punt ben definit en aquest tipus de filtre.
El filtre prototip només es pot utilitzar per produir altres filtres de la mateixa classe i ordre. Per exemple, un prototip de filtre Bessel de cinquè ordre es pot convertir en qualsevol altre filtre Bessel de cinquè ordre, però no es pot transformar en un filtre Bessel de tercer ordre o en un filtre Chebyshev de cinquè ordre.